# 死生交范張雞黍
《死生交范張雞黍》，元代雜劇，簡稱《范張雞黍》，宮天挺著。這部雜劇是宮天挺的代表作，有《元曲選》、息機子、《酹江集》和《元刊雜劇三十种》等四種版本。
王國維認爲，元代雜劇風格大都不出元曲四大家之外，惟宮天挺所作“瘦硬通神”。

## 劇情簡介
本劇共四折一楔子。
題目正名（《元曲選》本）：
義烈傳子母襃揚
死生交范張雞黍

### 楔子
范式（字巨卿）請王仲略將孔仲山的萬言長策獻與貢院；並與張劭（字元伯）約定兩年后去張元伯家拜訪，張元伯許諾到時設雞黍款待。

### 第一折
王仲略將孔仲山的萬言長策冒為己有。范巨卿赴兩年前的雞黍之約，並痛斥時弊。

### 第二折
第五倫丞相前來聘請范巨卿，被范巨卿拒絕。張元伯去世，其魂魄託夢與范巨卿。范巨卿得知張元伯死訊后，立即趕往張元伯家中弔喪。

### 第三折
諸人無論如何拽不動張元伯的靈車。范巨卿趕到后，痛哭張元伯，並奠酒與張元伯。他親自將張元伯的靈車拽到墳頭。張元伯安葬后，范巨卿要為他“廬墓丁憂”，但在衆人勸説之下不得不先囘。

### 第四折
范巨卿在張元伯的墳院中栽松種柏，築壘墳牆百日有餘。第五倫丞相又到張元伯的墳院來聘范巨卿，范巨卿發現第五倫丞相的馬前一人竟是孔仲山，於是向第五倫丞相舉薦。最後范巨卿與孔仲山被任用，王仲略則被處罰。
（《元曲選》本中此雜劇第四折比元刊本少12支曲子，但情節基本相同。）